# Harper (Texas)
Harper é uma Região censo-designada localizada no estado norte-americano do Texas, no Condado de Gillespie.

## Demografia
Segundo o censo norte-americano de 2000, a sua população era de 1006 habitantes.

## Geografia
De acordo com o United States Census Bureau tem uma área de
146,5 km², dos quais 146,5 km² cobertos por terra e 0,0 km² cobertos por água.

## Localidades na vizinhança
O diagrama seguinte representa as localidades num raio de 52 km ao redor de Harper.